# Kastaniés
Kastaniés är en ort i Grekland. Den ligger i prefekturen Nomós Évrou och regionen Östra Makedonien och Thrakien, i den nordöstra delen av landet, 500 km nordost om huvudstaden Aten. Kastaniés ligger 42 meter över havet och antalet invånare är 1 214.
Terrängen runt Kastaniés är platt. Runt Kastaniés är det ganska tätbefolkat, med 52 invånare per kvadratkilometer. Närmaste större samhälle är Orestiáda, 16,4 km söder om Kastaniés. Trakten runt Kastaniés består till största delen av jordbruksmark.